# وسایل صحنه

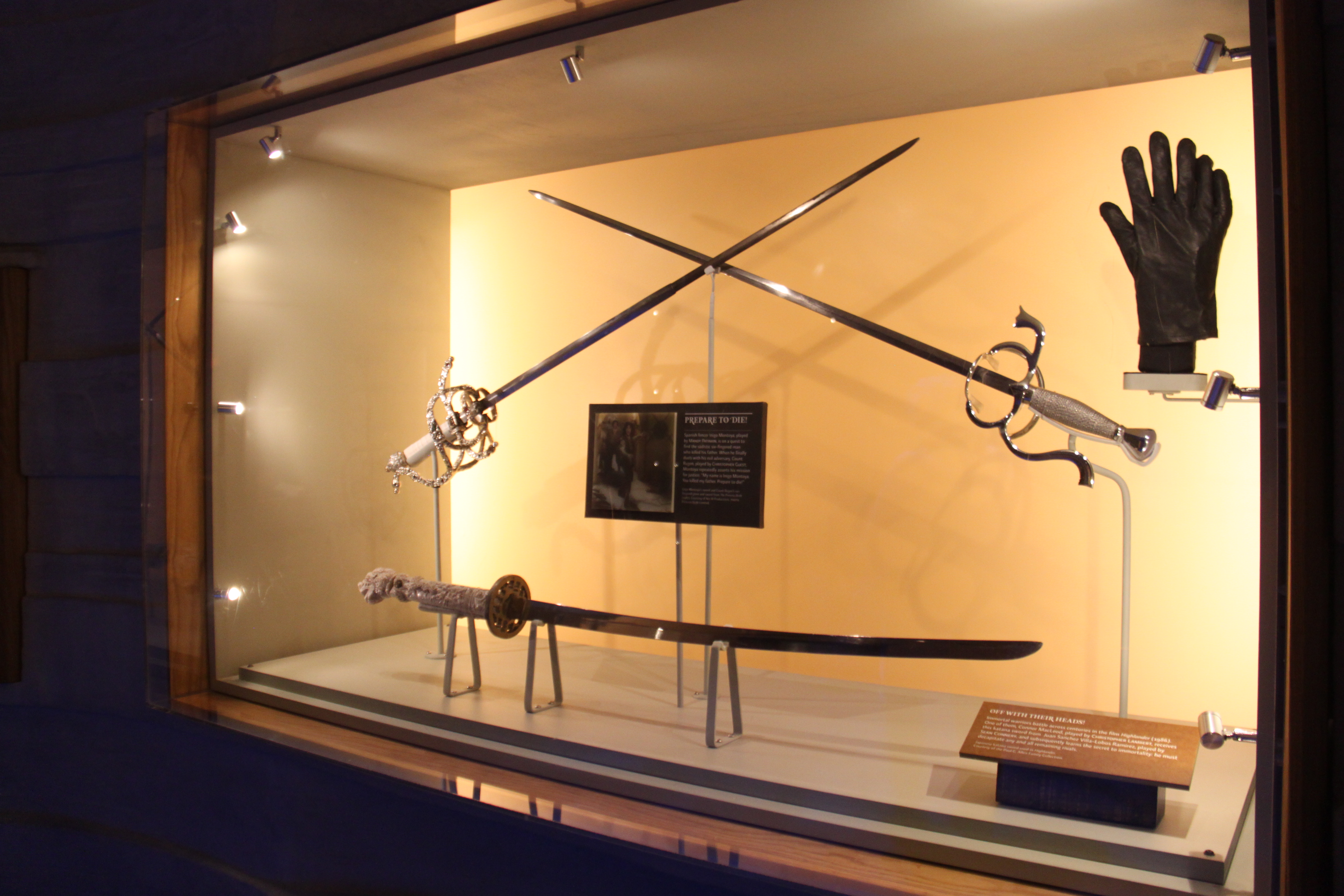
شمشیرهای استفاده‌شده در فیلم و دستکش مردی که شش انگشت داشت، عروس شاهزاده (۱۹۸۷)

وسایل صحنه اشیایی هستند که بازیگران روی صحنه یا در فیلم در طی پرفورمانس یا تولید فیلم از آن‌ها استفاده می‌کنند. در اصطلاح عملی، وسیله صحنه هر چیز حرکت‌دادنی یا قابل حمل در صحنه یا دکور مجزا از بازیگران، مناظر، لباس‌ها و تجهیزات الکتریکی در نظر گرفته می‌شود.